# Parthenolecanium corni
Parthenolecanium corni là một loài côn trùng trong họ Coccidae. Loài này được Bouche miêu tả khoa học đầu tiên năm 1844.
Đây là loài gây hại phát triển phổ biến ở Uzbekistan.